# 第一次 (2012年美国电影)
《第一次》（英語：The First Time）是一部2012年美国青春浪漫喜剧电影，由喬恩·卡斯丹导演，布麗特妮·羅伯森、狄倫·歐布萊恩、維多利亞·嘉絲蒂和詹姆斯·佛蘭切威勒主演。电影于2012年1月21日在辛丹斯電影節上首映，并于2012年10月19日在美国上映。

## 剧情
《第一次》集中描绘了两位高中青少年Dave Hodgman（狄倫·歐布萊恩）和Aubrey Miller（布麗特妮·羅伯森）雏鸟般浪漫的第一个周末，以及戴夫梦中女孩Jane Harmon（維多利亞·嘉絲蒂）的存在。

## 演员
- 布麗特妮·羅伯森 饰 Aubrey Miller
- 狄倫·歐布萊恩 饰 Dave Hodgman
- 克雷格·羅伯茲（英语：Craig Roberts） 饰 Simon Daldry
- 約書亞·馬利納 饰 Mr. Miller
- 詹姆斯·佛蘭切威勒（英语：James Frecheville） 飾 Ronny
- 拉馬克斯·廷克（英语：LaMarcus Tinker） 飾 Big Corporation
- 瑪姬·伊麗莎白·瓊茲（英语：Maggie Elizabeth Jones） 飾 Stella Hodgman
- 克莉絲汀·泰勒（英语：Christine Taylor） 飾 Mrs. Miller
- 維多利亞·嘉絲蒂 饰 Jane Harmon
- 豪斯顿·塞奇 饰 Brianna